# 세명고등학교 (경북)
세명고등학교(世明高等學校)은 대한민국 경상북도 포항시 남구 대잠동에 위치한 사립 고등학교이다.

## 학교 연혁
- 1983년 4월 27일 : 학교법인 영암학원 설립인가 (설립자 황대봉 선생)
- 1983년 4월 27일 : 교사 신축공사 착공 (1985.10.16 준공)
- 1984년 7월 7일 : 세명 체육관 착공 (1985.08.21 준공)
- 1984년 10월 8일 : 세명여자고등학교 설립인가 (30학급)
- 1985년 2월 14일 : 초대 교장 홍종범 선생 취임
- 1985년 3월 5일 : 입학식 (여 10학급 574명)
- 1985년 9월 25일 : 교명을 세명고등학교로 변경인가 (남 . 여 공학)
- 1985년 10월 30일 : 학급 증설 인가 (36학급 남 18학급, 여 18학급)
- 1986년 9월 1일 : 생활관, 도서관, 기숙사 착공 (1987. 06.30 준공)
- 1988년 2월 10일 : 제1회 졸업식 (여 10학급 550명)
- 2007년 2월 1일 : 학교법인 영암학원 제2대 황인찬 이사장 취임
- 2010년 11월 18일 : 교육부지정 사교육절감형 창의경영학교(지정기간 2011.03.01~2014.02.28)
- 2019년 5월 3일 : 경북교육청 자율학교(특성화된교육과정운영) (지정기간 2020.3.1~2023.2.28)
- 2020년 3월 1일 : 소프트웨어(SW)교육 선도학교 (~2021.02.28)
- 2021년 3월 1일 : 제10대 교장 정병탁 선생 취임
- 2022년 3월 1일 : 인공지능(AI) 선도학교 (~2023.02.28)
- 2023년 1월 3일 : 제36회 졸업식(203명) 졸업생 누계 16,513명
- 2023년 3월 2일 : 2023학년도 입학식(9학급 212명)

## 참고 자료
- 세명고등학교 - 한국교육학술정보원 학교알리미